# Dendrelaphis salomonis
Dendrelaphis salomonis är en ormart som beskrevs av Günther 1872. Dendrelaphis salomonis ingår i släktet Dendrelaphis och familjen snokar. Inga underarter finns listade i Catalogue of Life.
Dendrelaphis salomonis godkänns inte som art av The Reptile Database. Den listas där som synonym till Dendrelaphis calligaster.